# Kurt Wallander
Kurt Wallander ist eine vom schwedischen Schriftsteller Henning Mankell geschaffene Kunstfigur, die in einer zwölfteiligen Romanreihe als Kriminalkommissar in der südschwedischen Kleinstadt Ystad ermittelt.

## Die Figur Kurt Wallander

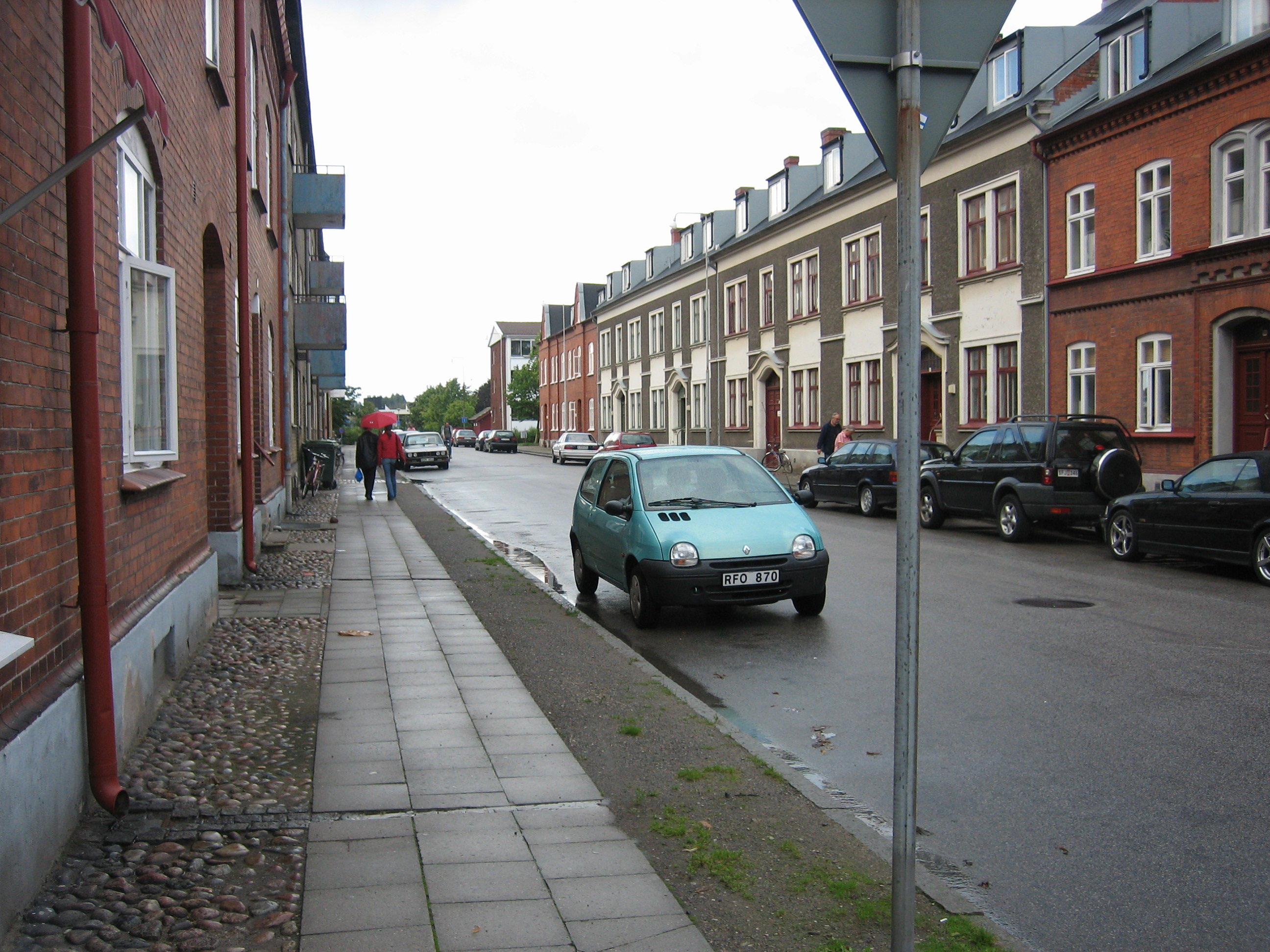
Mariagatan in Ystad

Der grüblerische, eigenbrötlerische, cholerisch veranlagte Kurt Wallander, der wie sein Schöpfer im Jahr 1948 geboren wurde, beginnt seine Laufbahn als einfacher Ordnungspolizist in Malmö, bevor er in die südschwedische Kleinstadt Ystad versetzt wird, wo er als Kriminalkommissar arbeitet. Dort wohnt er in der Mariagatan und zieht in der zweitletzten Folge Mord im Herbst aufs Land in ein Haus bei Löderup. Die Figur, ein Opernliebhaber, insbesondere von Aufnahmen mit Maria Callas, chronisch übernächtigt, durchläuft in den Romanen, beginnend mit Mörder ohne Gesicht, eine Entwicklung – auf der Suche nach einer neuen Identität. Mankell verbindet auf diese Weise die Auflösung der Verbrechen eng mit der Biografie des Protagonisten. Er zeigt einen Mann, dessen Leben seit seiner Scheidung typische Anzeichen einer Midlife Crisis aufweist: Einsamkeit, das Erwachsenwerden seiner Tochter Linda Wallander (die ebenfalls Polizistin wird), die Erschütterung über den Tod seines Vaters (zu dem er lange kein gutes Verhältnis hatte, unter anderem weil dieser seine Berufswahl nie akzeptieren konnte), zeitweilige Alkoholsucht, später mit der Diagnose Diabetes konfrontiert, mit zeitweisen Schlaf- und Gewichtsproblemen und trotz abnehmender Attraktivität im permanenten Kampf mit der noch immer starken Libido. Der Kommissar wird in den Romanen trotz eines entschlossenen, furchtlosen, oft eigenmächtigen, tollkühnen Einsatzes nicht als klassischer Held, sondern als normaler Mensch dargestellt, dem seine persönlichen Probleme genauso zu schaffen machen wie die Lösung der ihm anvertrauten Fälle und den es in eine Depression treibt, als er in Notwehr jemanden erschießt, auch wenn es sich dabei um einen Verbrecher handelt. Im letzten Buch der Reihe, Der Feind im Schatten, erkrankt Wallander wie schon sein Vater an der Alzheimer-Krankheit.

### Literarische Vorlage
Die Figur Wallander hat gewisse Gemeinsamkeiten mit Kommissar Martin Beck aus der Reihe Roman über ein Verbrechen von Maj Sjöwall und Per Wahlöö aus den 1960er/1970er Jahren. Sie haben ein ähnliches Erscheinungsbild und ähnliche Charakterzüge. Zudem gleichen sich einige Facetten ihres Privatlebens: Wie Martin Beck in den späteren Romanen der Reihe ist Wallander geschieden und hat eine erwachsene Tochter, zu der er ein gutes, wiewohl nicht immer unproblematisches Verhältnis hat. Auch leiden beide Kommissare unter Selbstzweifel und starken Stimmungsschwankungen. In beiden Romanreihen wird überdies die Ermittlertätigkeit als Zusammenspiel vieler Beteiligter vorgeführt. Selbst einige Fälle weisen deutliche Parallelen in der „Dramaturgie“ auf. Beide Krimireihen zeigen auch die Grenzen und den Niedergang des schwedischen Wohlfahrtsstaates auf, enthalten kritische Bemerkungen zur modernen schwedischen Gesellschaft und ihrer Entwicklung und führen dabei gleichsam die Vertreibung aus dem Paradies vor.
Die Überlebende des Autorenduos Sjöwall/Wahlöö, Maj Sjöwall, stellte 2005 denn auch fest: „Henning Mankell ist einer, der sich an unseren Figuren orientiert hat. Er schickte mir sein erstes Buch mit einer Widmung; ‚Danke für die Inspirationen‘.“ Dabei distanziert sie sich jedoch dezidiert von Mankells Wallander-Romanen: „Mankells Bücher beschreiben nur den Zustand der Gesellschaft. Die Missstände, die er aufzeigt, sind so deutlich, dass jeder sie erkennt. Außerdem gibt er vor, realistisch zu schildern. Aber er überzieht stark, ist sehr brutal und schreibt ohne Humor.“
Die gesteigerte Brutalität gegenüber den Romanen der Martin-Beck-Reihe hebt auch Jan Feddersen hervor: „Zweitens aber haben die Wallander-Geschichten die bestialische und heimtückische Art gemein, in der die Opfer zur Strecke gebracht werden. Das war noch bei Mankells schwedischen KollegInnen Maj Sjöwall und Per Wahlöö anders. Bei ihnen war es oft genug nur ein Schuss, der einen Menschen tötete; ein Gerangel, an dessen Ende ein Opfer ertrank. Mankell hingegen spart nicht am mörderischen Detail.“
Ob sich Henning Mankell mit der Wahl des Namens Kurt Wallander auf Sten Wall, Kriminalkommissar einer bereits 1981 begonnenen, in Schweden ebenfalls sehr beliebten Serie von Björn Hellberg („Der andere Wall“), bezieht, muss offen bleiben. Diese spielt ebenfalls in Schonen in der fiktiven südschwedischen Kleinstadt Stad, die nördlich von Ystad, dem Schauplatz der Wallander-Serie, liege.

## Die Wallander-Romane

### Hintergrund und Charakterisierung
Henning Mankell begann die Wallander-Reihe nach einem längeren Aufenthalt in Afrika unter dem Eindruck, dass in Schweden während seiner Abwesenheit Gewalt und Rassismus stark zugenommen hätten und somit das komfortable sozialdemokratische System Schwedens untergraben würden. „Man sagt, dass Schweden langsam und schleichend das Gesicht wechselte“, äußert sich Kurt Wallander in Der Mann, der lächelte, dem vierten Roman der Reihe, über diesen Wandel. Eine wichtige Rolle spielte dabei auch der Schock, den am 28. Februar 1986 die Ermordung des beliebten schwedischen Ministerpräsidenten Olof Palme auf offener Straße in ganz Schweden auslöste. Darauf wird in der vierten und in der letzten Folge der Romanreihe (Der Mann, der lächelte bzw. Der Feind im Schatten) direkt Bezug genommen. In allen Fällen, in denen Wallander ermittelt, spielen gesellschaftliche Probleme des Landes oder die immer deutlicher zutage tretenden Auswirkungen internationaler Vorgänge auf Schweden herein. In den meisten Romanen wird ein bestimmtes gesellschaftliches Problem in Schweden behandelt, wie Fremdenfeindlichkeit, Menschen-, Organ- und Drogenhandel, Zwangsprostitution, Gewalt gegen Frauen, Cyberkriminalität, religiöser Fanatismus etc. Dabei benutzt Mankell seine Romanfiguren häufig „als Vehikel, um seine Meinung zu Rechtsstaat, Demokratie und Moral auszudrücken“.
Die ungewöhnliche Brutalität, mit der die meisten Morde in den Wallander-Krimis verübt werden, bilden einen von Mankell bewusst gesetzten Kontrast zur schwedischen Behaglichkeit und sind Ausdruck wachsender Spannungen, die auch im vermeintlich beschaulichen Schweden spürbar werden. „Insofern sind seine Krimis unmöglich als außerweltlicher Horror lesbar: Hinter jeder gemütlichen Tür kann ein Gedemütigter leben, der auf Rache sinnt.“ Mithin geht es gemäß dem Autor in der Kurt-Wallander-Reihe immer wieder um die Frage: „Welchen Sinn hat es, in einer solchen Gesellschaft, in der Gewalt und Härte immer weiter zunehmen, Polizist zu sein, und wohin wird sich diese Gesellschaft noch entwickeln?“ Dass diese Verunsicherung nicht vor den eigenen vier Wänden Halt macht, findet seinen Ausdruck darin, dass die Täter in mehreren Folgen in Kurt Wallanders Wohnung eindringen.
Viele der ermittelten Täter in den Kurt-Wallander-Romanen können nicht einfach der Justiz übergeben werden, weil sie bei der versuchten Verhaftung erschossen werden, bei der Flucht durch einen Unfall ums Leben kommen oder sich selbst das Leben nehmen. Einige der Täter sind zugleich auch Opfer oder verstehen sich als deren Rächer. Typisch für die gesamte Wallander-Buchreihe ist, dass Wallander – und damit auch der Leser – am Ende des Romans trotz Aufklärung des Verbrechens meist unbefriedigt zurückbleibt.
Ab dem zweiten Roman finden sich immer wieder Rückblenden auf frühere Bücher der Reihe, doch ist jeder Roman ein eigenständiges Buch, in dem ein Fall (manchmal auch mehrere Fälle) behandelt werden, ohne dass die Kenntnis der früheren Romane der Reihe vorausgesetzt wird. Als Ganzes hat die Reihe mit dem nachgelieferten Prolog Wallanders erster Fall und andere Erzählungen fast den Charakter eines Entwicklungsromans, in dem die persönliche Entwicklung des Protagonisten in seiner Auseinandersetzung mit sich selbst und seiner Umwelt kontinuierlich dargestellt wird. Diese Entwicklung endet jedoch nicht in einem „harmonischen Zustand des Ausgleichs“ mit der Umwelt wie im klassischen Bildungsroman, sondern im Gegenteil in zunehmender Desillusionierung, Resignation und – in der letzten Folge – einer schleichenden Amnesie.
Eine Eigenart mehrerer Wallander-Romane besteht darin, dass zwischen Fällen, die scheinbar nichts miteinander zu tun haben, im Lauf der Ermittlungen engste Verbindungen manifest werden. Die meisten Wallander-Romane weisen auch eine ähnliche Dramaturgie auf: So kommt es am Ende eines Romans häufig zum „Duell“ zwischen Wallander und dem Haupttäter oder einem Komplizen desselben, sei es aus Zufall, sei aus wegen Unvorsichtigkeit oder Tollkühnheit des Kommissars. Diese Zuspitzung widerspricht der Gesamtanlage der Krimireihe, in der die Ermittlungsarbeit als Teamwork geschildert wird.
Im Lauf der Ermittlungen zieht Wallander ständig Schlüsse, die sich sowohl aus dem vorhandenen Material als auch aus Annahmen speisen. Diese erweisen sich häufig als falsch oder als unvollständig, weshalb Wallander seine Schlüsse ständig revidieren muss, bis er letztlich auf die richtige Spur kommt. Dies unterscheidet ihn von den beinahe unfehlbaren Ermittlern in den frühen Detektivromanen (zum Beispiel Sherlock Holmes).
In allen Wallander-Romanen spielt das Alltägliche eine wichtige Rolle. Sie sind etwa durchsetzt von Angaben zum Wetter, zur Einrichtung von Wohnungen oder zu den Ernährungsgewohnheiten des Protagonisten, die einen wesentlichen Teil der charakteristischen Atmosphäre der ganzen Reihe ausmachen.
Allen Romanen liegt über weite Strecken eine personale Erzählsituation zugrunde: Der Leser nimmt das Geschehen meist aus Sicht des Protagonisten Kurt Wallander wahr, der damit zur Reflektorfigur wird und von dem selbst die nächtlichen Träume, also die Reflexion im Unterbewusstsein, mitgeteilt werden. (Im Band Vor dem Frost nimmt Wallanders Tochter Linda diese Rolle ein.) In einzelnen Szenen wird das Geschehen jedoch aus der Optik eines Opfers oder eines Täters geschildert, wobei im Roman Die weiße Löwin sogar dreimal kurz zur Ich-Erzählsituation gewechselt wird. Dadurch weiß der Leser zum Teil mehr als Wallander – ein auch in Fernsehkrimis beliebter Erzählkniff. Bei mehreren Romanen geht es daher – aus Sicht des Lesers – nicht darum, wer der Täter ist, sondern um die Frage, ob der Täter zur Strecke gebracht werden kann, bevor er ein weiteres Verbrechen begeht. Die meisten der Kurt-Wallander-Romane können somit auch dem Genre Thriller zugerechnet werden. Folgerichtig wurde der letzte Band der Reihe, Der Feind im Schatten, 2010 mit dem Crimezone Thriller Award (Bester internationaler Thriller) ausgezeichnet.
In den ersten beiden Folgen wird das Geschehen noch linear aus der Perspektive Wallanders – und zu Beginn der ersten Episode aus der Sicht eines Zeugen – erzählt. Ab der dritten Folge ist die Erzählstruktur meist komplizierter mit mehreren Erzählsträngen, Vor- und Rückblenden.
Die Sprache ist sehr einfach und besteht meist aus kurzen, parataktischen Sätzen. Viele Sätze in der Art wie „Plötzlich fiel Wallander etwas ein“, „Er fuhr zum Polizeipräsidium“ oder „Die Stille war ohrenbetäubend“ wiederholen sich im Lauf der Reihe in identischer oder ähnlicher Form unzählige Male und vermitteln den Eindruck von Routine. Dazu kommen Leitsprüche Wallanders wie „Leben hat seine Zeit, und Sterben hat seine Zeit“, die zum Teil mehrfach aufgegriffen werden. In den Erzählfluss sind immer wieder Dialoge eingeflochten. Die erzählerischen Passagen sind alle im Präteritum verfasst, spielen aber mit Ausnahme des Bandes Wallanders erster Fall und andere Erzählungen in einer Zeit, die nur wenige Monate vor dem Erscheinungsdatum der Romane liegt.
Die zwölf Romane der Reihe entstanden mehrheitlich in Afrika. Die Reihe war ursprünglich auf acht Folgen angelegt und sollte mit Die Brandmauer enden, also mit der Verhinderung eines Verbrechens, das die ganze Weltwirtschaft erschüttert hätte. Danach schob Mankell noch drei weitere Folgen nach, die einerseits Wallanders Werdegang vor dem ersten veröffentlichten Fall anhand unterschiedlich ausführlich erzählten Fällen schildern, anderseits drei späteren Folgen: die eine – Mord im Herbst – als Wettbewerbsbeitrag in den Niederlanden gleichsam abseits der Reihe entstanden, eine zweite – Vor dem Frost – mit Linda Wallander als Protagonistin und Kurt Wallander nur in einer Nebenrolle, und die letzte Folge Der Feind im Schatten gleichsam als Abgesang auf den beliebten schwedischen Krimihelden.

### Übersicht
| Band | Erscheinungsjahr      | Erscheinungsjahr     | Originaltitel        | deutscher Titel                               | ISBN                   |
| Band | schwedisches Original | deutsche Übersetzung | Originaltitel        | deutscher Titel                               | ISBN                   |
| ---- | --------------------- | -------------------- | -------------------- | --------------------------------------------- | ---------------------- |
| 01   | 1991                  | 1993                 | Mördare utan ansikte | Mörder ohne Gesicht                           | ISBN 3-423-20232-7     |
| 02   | 1992                  | 1993                 | Hundarna i Riga      | Hunde von Riga                                | ISBN 3-423-20294-7     |
| 03   | 1993                  | 1995                 | Den vita lejoninnan  | Die weiße Löwin                               | ISBN 3-423-20150-9     |
| 04   | 1994                  | 2001                 | Mannen som log       | Der Mann, der lächelte                        | ISBN 3-423-20590-3     |
| 05   | 1995                  | 1999                 | Villospår            | Die falsche Fährte                            | ISBN 3-423-20420-6     |
| 06   | 1996                  | 1998                 | Den femte kvinnan    | Die fünfte Frau                               | ISBN 3-423-20366-8     |
| 07   | 1997                  | 2000                 | Steget efter         | Mittsommermord                                | ISBN 3-423-20520-2     |
| 08   | 1998                  | 2001                 | Brandvägg            | Die Brandmauer                                | ISBN 3-423-20661-6     |
| 09   | 1999                  | 2002                 | Pyramiden            | Wallanders erster Fall und andere Erzählungen | ISBN 3-423-20700-0     |
| 09   | 1999                  | 2004                 | (Pyramiden)          | Die Pyramide*                                 | ISBN 3-423-25216-2     |
| 09   | 1999                  | 2004                 | (Fotografens död)    | Der Tod des Fotografen*                       | ISBN 3-423-25254-5     |
| 10   | 2002                  | 2003                 | Innan frosten        | Vor dem Frost                                 | ISBN 3-423-20831-7     |
| 11   | 2013                  | 2013                 | Handen               | Mord im Herbst**                              | ISBN 978-3-552-05642-8 |
| 12   | 2009                  | 2010                 | Den orolige mannen   | Der Feind im Schatten                         | ISBN 978-3-552-05496-7 |

* Separatdrucke aus dem Band Wallanders erster Fall und andere Erzählungen
** erstmals veröffentlicht 2004 in den Niederlanden

## Romanverfilmungen und Adaptionen

### Filme mit Rolf Lassgård
Neun Wallander-Romane verfilmte zwischen 1994 und 2007 das Schwedische Fernsehen (SVT). Die Hauptrolle des Kommissar Wallander übernimmt hier der schwedische Schauspieler Rolf Lassgård. Die Filme weichen teils deutlich von der Romanvorlage ab, zum Beispiel beim Motiv des Mörders. Mit der Episode Wallanders letzter Fall, der auf Mankells Kurzgeschichte Die Pyramide basiert, endete die Serie mit Rolf Lassgård. In Deutschland strahlte das ZDF die Kriminalfilme aus, außer der Folge Die weiße Löwin, die im Ersten gezeigt wurde.
| Nr. | deutscher Filmtitel (Erstausstrahlung) | Schwedischer Originaltitel (Erstausstrahlung) | Regie                | Drehbuch                                                         | Romanvorlage                                                                               |
| --- | -------------------------------------- | --------------------------------------------- | -------------------- | ---------------------------------------------------------------- | ------------------------------------------------------------------------------------------ |
| 1   | Mörder ohne Gesicht (2003)             | Mördare utan ansikte (03.09.1995, SVT)        | Pelle Berglund       | Lars Björkman                                                    | Mörder ohne Gesicht                                                                        |
| 2   | Hunde von Riga (2004)                  | Hundarna i Riga (10.11.1995, Kino)            | Pelle Berglund       | Lars Björkman                                                    | Hunde von Riga                                                                             |
| 3   | Die weiße Löwin (1997)                 | Den vita lejoninnan (01.11.1996, Kino)        | Pelle Berglund       | Lars Björkman & Henning Mankell                                  | Die weiße Löwin                                                                            |
| 4   | Die falsche Fährte (2001)              | Villospår (19.10.2001, SVT)                   | Leif Magnusson       | Leif Magnusson & Henning Mankell                                 | Die falsche Fährte                                                                         |
| 5   | Die fünfte Frau (2002)                 | Den 5:e kvinnan (08.03.2002, SVT)             | Birger Larsen        | Birger Larsen & Klas Abrahamsson                                 | Die fünfte Frau                                                                            |
| 6   | Der Mann, der lächelte (2004)          | Mannen som log (26.12.2003, SVT)              | Leif Lindblom        | Tomas Tivemark, Michael Hjorth & Klas Abrahamsson                | Der Mann, der lächelte                                                                     |
| 7   | Mittsommermord (2006)                  | Steget efter (26.06.2005, Kino)               | Birger Larsen        | Birger Larsen, Klas Abrahamsson, Tomas Tivemark & Michael Hjorth | Mittsommermord                                                                             |
| 8   | Die Brandmauer (2007)                  | Brandvägg (26.11.2006, DVD; 19.01.2007, SVT)  | Lisa Siwe            | Michael Hjorth                                                   | Die Brandmauer                                                                             |
| 9   | Wallanders letzter Fall (2007)         | Pyramiden (28.11.2007, DVD)                   | Daniel Lind Lagerlöf | Michael Hjorth, Hans Rosenfeldt & Henning Mankell                | Wallanders erster Fall / Die Pyramide (aus: Wallanders erster Fall und andere Erzählungen) |

### Fernsehadaption
Seit 2005 gibt es die 32-teilige internationale Koproduktion Mankells Wallander, in welcher der schwedische Schauspieler Krister Henriksson die Rolle des Kommissars übernommen hat. Nur der erste Film basiert auf einem Roman von Mankell, alle weiteren auf von Mankell eigens für die Verfilmung konzipierten Drehbüchern. In Deutschland sind diese Filme im Ersten und in den Dritten Programmen zu sehen.
2020 wurde die schwedisch-britische Fernsehserie Der junge Wallander veröffentlicht, in der der Schwede Adam Pålsson die Rolle des Polizisten Kurt Wallander, der gerade seinen ersten großen Fall übernimmt, spielt. Die Serie basiert lediglich auf der Romanfigur von Mankell und nicht auf einem Roman. Die deutschsprachige Erstveröffentlichung erfolgte bei Netflix.

### Filme mit Kenneth Branagh
Die britische BBC produzierte von 2008 bis 2015 eine eigene Wallander-Reihe (deutscher Titel: Kommissar Wallander) mit Kenneth Branagh in der Hauptrolle. Die vier Staffeln zu jeweils drei Folgen wurden teilweise an Originalschauplätzen in Ystad/Schweden gedreht. Es handelt sich um folgende Filme:
| Nr. | deutscher Filmtitel (Erstausstrahlung)    | englischer Originaltitel (Erstausstrahlung) | Regie               | Drehbuch                        | Romanvorlage           |
| --- | ----------------------------------------- | ------------------------------------------- | ------------------- | ------------------------------- | ---------------------- |
| 1   | Die falsche Fährte (29. Mai 2009)         | Sidetracked (10. November 2008)             | Philip Martin       | Richard Cottan                  | Die falsche Fährte     |
| 2   | Die Brandmauer (31. Mai 2009)             | Firewall (7. Dezember 2008)                 | Niall MacCormick    | Richard McBrien, Richard Cottan | Die Brandmauer         |
| 3   | Mittsommermord (1. Juni 2009)             | One Step Behind (14. Dezember 2008)         | Philip Martin       | Richard Cottan                  | Mittsommermord         |
| 4   | Mörder ohne Gesicht (26. Dezember 2010)   | Faceless Killers (3. Januar 2010)           | Hettie Macdonald    | Richard Cottan                  | Mörder ohne Gesicht    |
| 5   | Der Mann, der lächelte (1. Januar 2011)   | The Man Who Smiled (10. Januar 2010)        | Andy Wilson         | Simon Donald, Richard Cottan    | Der Mann, der lächelte |
| 6   | Die fünfte Frau (4. Januar 2011)          | The Fifth Woman (17. Januar 2010)           | Aisling Walsh       | Richard Cottan                  | Die fünfte Frau        |
| 7   | Ein Mord im Herbst (28. Dezember 2012)    | An Event in Autumn (8. Juli 2012)           | Toby Haynes         | Peter Harness                   | Mord im Herbst         |
| 8   | Hunde von Riga (30. Dezember 2012)        | The Dogs of Riga (15. Juli 2012)            | Esther May Campbell | Peter Harness                   | Hunde von Riga         |
| 9   | Vor dem Frost (6. Januar 2013)            | Before the Frost (22. Juli 2012)            | Charles Martin      | Peter Harness                   | Vor dem Frost          |
| 10  | Die weiße Löwin (25. Dezember 2015)       | The White Lioness (22. Mai 2016)            | Benjamin Caron      | James Dormer                    | Die weiße Löwin        |
| 11  | Lektionen der Liebe (26. Dezember 2015)   | A Lesson in Love (29. Mai 2016)             | Benjamin Caron      | Peter Harness                   | Der Feind im Schatten  |
| 12  | Der Feind im Schatten (27. Dezember 2015) | The Troubled Man (5. Juni 2016)             | Benjamin Caron      | Peter Harness                   | Der Feind im Schatten  |

Diese Filme wurden in Deutschland im Ersten ausgestrahlt und in loser Folge in den Dritten Programmen wiederholt.

## Trivia
Kurt Wallander tritt in dem Roman Über jeden Verdacht erhaben (1995) auf, dem vorletzten Band der Coq-Rouge-Reihe von Jan Guillou.
Die detailreiche Schilderung von Wallanders Heimat – Straßennamen und Gaststätten in den Romanen sind allesamt authentisch – hat Ystad und Schonen in den letzten Jahren einen touristischen Wallander-Boom vor allem aus den deutschsprachigen Ländern beschert. Dementsprechend halten zahlreiche Reiseunternehmen spezielle Angebote für Wallander-Fans bereit.
Kurt Wallander, ein leidenschaftlicher Opernfan, ist sogar Hauptfigur einer Oper geworden, deren Entstehung Henning Mankell noch zugestimmt hatte. Das Werk des Komponisten Fredrik Sixten trägt den Titel W – The Truth Beyond und wurde am 15. Juli 2016 im Festsaal der Neuen Aula Tübingen uraufgeführt, unter Leitung von Philipp Amelung. Weitere Vorstellungen gingen auch im Theater Ystad über die Bühne.